# Montel-de-Gelat

Montel-de-Gelat este o comună în departamentul Puy-de-Dôme, Franța. În 1 ianuarie 2022 avea o populație de 417 de locuitori.